# Manica (provincie Zimbabwe)
Manica je provincie na východě Zimbabwe. Nachází se zde nejvyšší hora v Zimbabwe, Inyangani (2596 m n. m.).
Hlavním městem je Mutare.
Provincie se dělí na sedm okresů:
- Buhera
- Chimanimani
- Chipinge
- Makoni
- Mutare
- Mutasa
- Nyanga

Území provincie se téměř shoduje s historickým územím Manikaland, které bývalo britskou kolonií.
V této oblasti se usadilo etnikum Shona, které zde používá i svůj vlastní jazyk.